# Das Gespenst von Canterville (1944)
Das Gespenst von Canterville (englischer Originaltitel: The Canterville Ghost) ist eine US-amerikanische Filmkomödie von Jules Dassin aus dem Jahr 1944. Der Film basiert ansatzweise auf der Erzählung Das Gespenst von Canterville von Oscar Wilde.

## Handlung
Seit ihn sein Vater im Jahr 1634 lebendig einmauern ließ, da er sich vor einem Duell gedrückt hatte, treibt der Geist von Simon de Canterville im Familienschloss sein Unwesen. Auf Simon lastet ein Fluch, der nur gebrochen werden kann, wenn ein Canterville unter Einsatz seines Lebens eine Heldentat vollbringt.
Als 1943 amerikanische Soldaten während des Krieges das Schloss als Unterkunft benutzen, versucht der Geist, die ungebetenen Gäste mit seinem Spuk zu vertreiben. Unter den Soldaten befindet sich mit Cuffy Williams auch ein Nachkomme von Canterville, der nicht gerade ein Held ist. Gemeinsam mit der jetzigen Besitzerin des Schlosses, der sechsjährigen Lady Jessica de Canterville, erfährt er vom Schicksal seines Vorfahren.
Eine nahe beim Schloss abgeworfene, nicht detonierte feindliche Fliegerbombe führt den entscheidenden Moment herbei, dass der Geist von Simon de Canterville Frieden findet. Anfangs vor Furcht gelähmt, überwindet sich Cuffy Williams, die Bombe fortzuschaffen, ehe sie explodiert. Lady Jessica überredet ihn, die Bombe mit einem Jeep fortzuziehen. Kurz bevor die Bombe detoniert, gelingt Cuffy der Absprung vom Jeep, wodurch er sein Leben rettet. Seine Heldentat rettet auch das Leben seiner Kameraden und bricht den Fluch von Simon de Canterville.

## Kritiken
- Lexikon des internationalen Films: Eine ironische Verulkung des angelsächsischen Adelsstolzes, stellenweise amüsant, doch ohne Atmosphäre. Für eine Gespenstergeschichte zu grob und realistisch, im Dialog voller fragwürdiger „Lebensweisheiten“.[1]

## Hintergründe
Der Film diente gegen Ende des Zweiten Weltkrieges zur Propaganda. Der Kampf der Amerikaner und Briten gegen die Nazis wird in der Handlung angedeutet. Die Erstausstrahlung im deutschen Fernsehen war am 30. September 1973 um 14.55 Uhr im Ersten.